# Ni contigo ni sin ti
Ni contigo ni sin ti es una telenovela mexicana producida por MaPat López de Zatarain para Televisa que se estrenó el lunes 28 de febrero de 2011 en el horario de las 18:00 horas, sustituyendo a Teresa. El último capítulo fue el 26 de agosto, dando paso a la telenovela de Lucero Suárez, Amorcito corazón. Es una versión de Te contei?, una telenovela brasileña de Rede Globo. 
Fue protagonizada por Laura Carmine, Eduardo Santamarina, Alessandra Rosaldo y Erick Elias, con las participaciones antagónicas de Andrea Torre, Ricardo Franco, Luz María Jerez y la primera actriz Graciela Döring además de las actuaciones estelares de Sabine Moussier, María Marcela, Otto Sirgo, Ximena Herrera y las primeras actrices Luz María Aguilar y Beatriz Aguirre.

## Sinopsis
La historia principal gira en torno a la "Pensión Caro", dirigida por Doña Caro (María Marcela). Allí surge la amistad, la confianza entre los inquilinos que viven como una gran familia, pero sobre todo, el amor.
Leonardo Cornejo (Eduardo Santamarina) es un invidente que vive en la pensión desde que murió su madre, Clara (Beatriz Moreno), y donde conoce el amor enfrentado con Nicole Lorenti (Laura Carmine), hija de la dueña, y mano derecha de Eleonor Cortázar (Sabine Moussier) en la boutique de su propiedad. Leo y Nicole se tienen un gran amor, bajo muchas capas de carácter que hace que se enfrenten por todo a todas horas.
Leo conocerá a Isabela Reyes (Ximena Herrera), una recién llegada a la pensión, que huye de su pasado y sobre todo de sus padres Irene Olmedo (Luz María Jerez) y Alejandro Rivas (Gastón Tuset), y Nicole hará planes de boda con José Carlos Rivas (Ricardo Franco), lo que provocará que Veronica Cortázar  (Lili Goret) realice un plan para separarlos. 
Por otra parte, también llega a la pensión Julia Mistral (Alessandra Rosaldo), intentando escapar de su pasado, de su tía Felipa (Graciela Döring) que la explota y la maltrata, y con el corazón dividido entre el amor de Iker Rivas (Erick Elías) y el afecto y agradecimiento a Octavio Torres (Otto Sirgo), con el que hará planes de boda, enfrentando a su hijo, Diego (Brandon Peniche). Pero el amor de Julia hacia Iker será más fuerte, y tendrá que hacer frente a la prometida de este, Fabiola Escalante (Andrea Torre).
En la "Pensión Caro" conocerán a otros inquilinos: Yola Zorrilla (Sachi Tamashiro), eterna enamorada de Leo; Gelasio Lorenti (César Bono), esposo de la dueña de la pensión; Lalo Garnica (René Mussi), socio y amigo de Poncho Chamorro (Pepe Gámez), además del niño y lazarillo de Leo, Tobi (Robin Vega), que vive en la pensión con su madre Flora (Yousi Díaz).

## Elenco
- Eduardo Santamarina - Leonardo "Leo" Cornejo Fernández
- Laura Carmine - Nicole Lorentti Tinoco de Cornejo
- Alessandra Rosaldo - Julia Mistral de Rivas
- Erick Elías - Iker Rivas Olmedo
- Sabine Moussier - Eleonor Cortázar Armenta de Rivas
- Otto Sirgo - Octavio Torreslanda
- Ximena Herrera - Isabela Rivas Olmedo Reyes
- Andrea Torre - Fabiola Escalante de Rivas
- César Bono - Don Gelasio Lorentti
- María Marcela - Doña Carola "Caro" Tinoco Vda. de Lorentti
- Luz María Jerez - Irene Olmedo de Rivas
- Gastón Tuset - Alejandro Rivas
- Ricardo Franco - José Carlos Rivas Olmedo
- Sharis Cid - Salma Rábago de Chamorro
- Amparo Garrido - Doña Adela "Adelita" Vda. de Chamorro
- Mauricio Mejía - Marco Rábago
- Lili Goret - Verónica Galindo Cortázar
- Yousi Díaz - Flora Topete
- Jorge Ortín - Don Chuy Turrubiates
- Robin Vega - Tobías Marcelino "Tobi" Topete
- Michelle Renaud - Concepción "Cony" Chamorro de Garnica
- Pepe Gámez - Alfonso "Poncho" Chamorro
- Brandon Peniche - Diego Torreslanda
- René Mussi - Eduardo "Lalo" Garnica
- Sachi Tamashiro - Yolanda "Yola" Zorrilla
- Oscar Zamanillo - Bosco Rosado
- Marifer Galindo - Laura
- Maité Valverde - Mary
- Graciela Döring - Doña Felipa
- Iliana de la Garza - Refugio "Cuca"
- Hanny Sáenz - Señorita Finolis
- María Fernanda García - Cristina Gardel Mondragón
- Roberto Miquel
- Vicente Herrera
- Juan Antonio Edwards - Juan
- Fabián Lavalle - Agustín
- Juan Carlos Nava "El Borrego" - Don Culebro
- Claudia Silva - Gina
- Luz María Aguilar - Doña Natalia Armenta de Cortázar
- Marco Muñoz - Arturo Aros
- Beatriz Aguirre - Doña Miranda De la Reguera de Fernández
- Kelchie Arizmendi - Tania "Consultora de belleza"
- Luis Gatica - Abogado de Fabiola
- MaPat López de Zatarain

Actuaciones especiales:
- Beatriz Moreno - Clara Fernández De la Reguera vda. de Cornejo
- José Elías Moreno - Dr. Esteban Lieja

## Banda sonora
1. Ni Contigo... Ni Sin Ti - Pepe Aguilar
2. Eres - Alessandra Rosaldo (tema de salida)
3. Tócame - Ximena Herrera (tema de Isabella y Leo)

## Versiones
- Te contei?, telenovela brasileña realizada en 1978, por Rede Globo, original de Cassiano Gabus Mendes y dirigida por Régis Cardoso, protagonizada por Luis Gustavo, Wanda Stefânia, Maria Cláudia y Susana Vieira.

- ¿Te conté?, telenovela chilena realizada por Canal 13, producida por Nene Aguirre y protagonizada por Bastián Bodenhöfer, Carolina Arregui, Claudia di Girolamo y Maricarmen Arrigorriaga.

## Premios y nominaciones

### Premios TvyNovelas 2012
| Categoría               | Persona         | Resultado |
| ----------------------- | --------------- | --------- |
| Mejor actriz revelación | Laura Carmine   | Ganadora  |
| Mejor actriz coestelar  | Ximena Herrera  | Nominada  |
| Mejor actor juvenil     | Brandon Peniche | Nominado  |

### Premios La Maravilla
| Categoría                      | Persona             | Resultado |
| ------------------------------ | ------------------- | --------- |
| Mejor interpretación masculina | Eduardo Santamarina | Ganador   |
| Mejor interpretación femenina  | Sabine Moussier     | Ganadora  |

### TV Adicto Golden Awards
| Año  | Categoría                  | Nominados                                                   | Resultado |
| ---- | -------------------------- | ----------------------------------------------------------- | --------- |
| 2012 | Mejor diseño de personajes | Gabriela Ortigoza, Antonio Abascal y Carlos Daniel González | Ganadores |

### Premios Oye 2012
| Categoría                                                             | Nominado(a)  | Resultado |
| --------------------------------------------------------------------- | ------------ | --------- |
| Mejor Tema de Telenovela, Serie, Obra de Teatro o Película en Español | Pepe Aguilar | Nominado  |